# Juan Carvajal Cerda
Juan Eduardo Carvajal Cerda (Copiapó, Chile, 5 de septiembre de 1986) es un futbolista chileno. Juega de mediocampista.

## Clubes
| Club                | País  | Año       |
| ------------------- | ----- | --------- |
| Cobresal            | Chile | 2006      |
| Deportes Copiapó    | Chile | 2007-2008 |
| San Marcos de Arica | Chile | 2009      |
| Deportes Copiapó    | Chile | 2010-2011 |
| Cobresal            | Chile | 2012-2014 |
| Deportes Copiapó    | Chile | 2014-2016 |